# Échevannes (Doubs)
Pour les articles homonymes, voir Échevannes.
Échevannes est une commune française située dans le département du Doubs, la région culturelle et historique de Franche-Comté et la région administrative Bourgogne-Franche-Comté. 
Les habitants se nomment les Échevannais et Échevannaises.

## Géographie
Le village est situé à 650 m d'altitude au bord du plateau calcaire qui domine la vallée de la Loue qui coule 300 m plus bas, offrant ainsi un remarquable panorama à ses habitants

### Hydrographie
Il n'y a pas de cours d'eau référencé sur la commune d'Échevannes mais un petit affluent rive droite de la Loue (sans nom) y nait grâce aux sources situées en contrebas du village dont celle de l'ancien lavoir . Lors de fortes pluies, leurs eaux jaillissent en cascade de la Grotte du Cul de Vaux.

### Toponymie
Des Chevannes en 1430 ; Eschevannes en 1685.

### Communes limitrophes

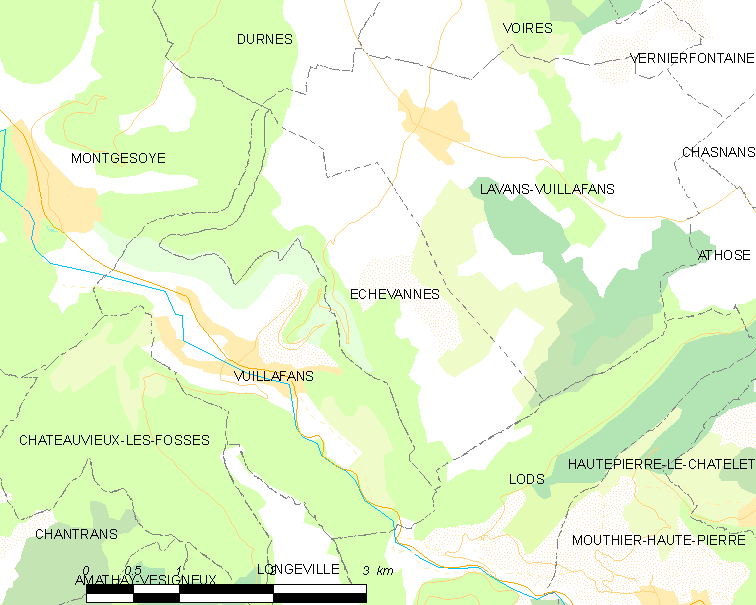
Carte de la commune d'Échevannes et des proches communes.

### Climat
Pour des articles plus généraux, voir Climat de la Bourgogne-Franche-Comté et Climat du Doubs.
En 2010, le climat de la commune est de type climat de montagne, selon une étude du Centre national de la recherche scientifique s'appuyant sur une série de données couvrant la période 1971-2000. En 2020, Météo-France publie une typologie des climats de la France métropolitaine dans laquelle la commune est dans une zone de transition entre le climat semi-continental et le climat de montagne et est dans la région climatique  Jura, caractérisée par une forte pluviométrie en toutes saisons (1 000 à 1 500 mm/an), des hivers rigoureux et un ensoleillement médiocre. 
Pour la période 1971-2000, la température annuelle moyenne est de 8,6 °C, avec une amplitude thermique annuelle de 17 °C. Le cumul annuel moyen de précipitations est de 1 447 mm, avec 13,7 jours de précipitations en janvier et 10,9 jours en juillet. Pour la période 1991-2020, la température moyenne annuelle observée sur la station météorologique de Météo-France la plus proche, « Épenoy », sur la commune d'Épenoy à 12 km à vol d'oiseau, est de 9,2 °C et le cumul annuel moyen de précipitations est de 1 363,0 mm. 
La température maximale relevée sur cette station est de 36,4 °C, atteinte le 7 août 2003 ; la température minimale est de −18,8 °C, atteinte le 5 février 2012,,. 
Les paramètres climatiques de la commune ont été estimés pour le milieu du siècle (2041-2070) selon différents scénarios d'émission de gaz à effet de serre à partir des nouvelles projections climatiques de référence DRIAS-2020. Ils sont consultables sur un site dédié publié par Météo-France en novembre 2022.

## Urbanisme

### Typologie
Au 1er janvier 2024, Échevannes est catégorisée commune rurale à habitat dispersé, selon la nouvelle grille communale de densité à 7 niveaux définie par l'Insee en 2022.
Elle est située hors unité urbaine et hors attraction des villes,.

### Occupation des sols
L'occupation des sols de la commune, telle qu'elle ressort de la base de données européenne d’occupation biophysique des sols Corine Land Cover (CLC), est marquée par l'importance des territoires agricoles (59,6 % en 2018), une proportion identique à celle de 1990 (59,6 %). La répartition détaillée en 2018 est la suivante : 
zones agricoles hétérogènes (47,3 %), forêts (27,2 %), milieux à végétation arbustive et/ou herbacée (13,2 %), prairies (12,3 %). L'évolution de l’occupation des sols de la commune et de ses infrastructures peut être observée sur les différentes représentations cartographiques du territoire : la carte de Cassini (XVIIIe siècle), la carte d'état-major (1820-1866) et les cartes ou photos aériennes de l'IGN pour la période actuelle (1950 à aujourd'hui).

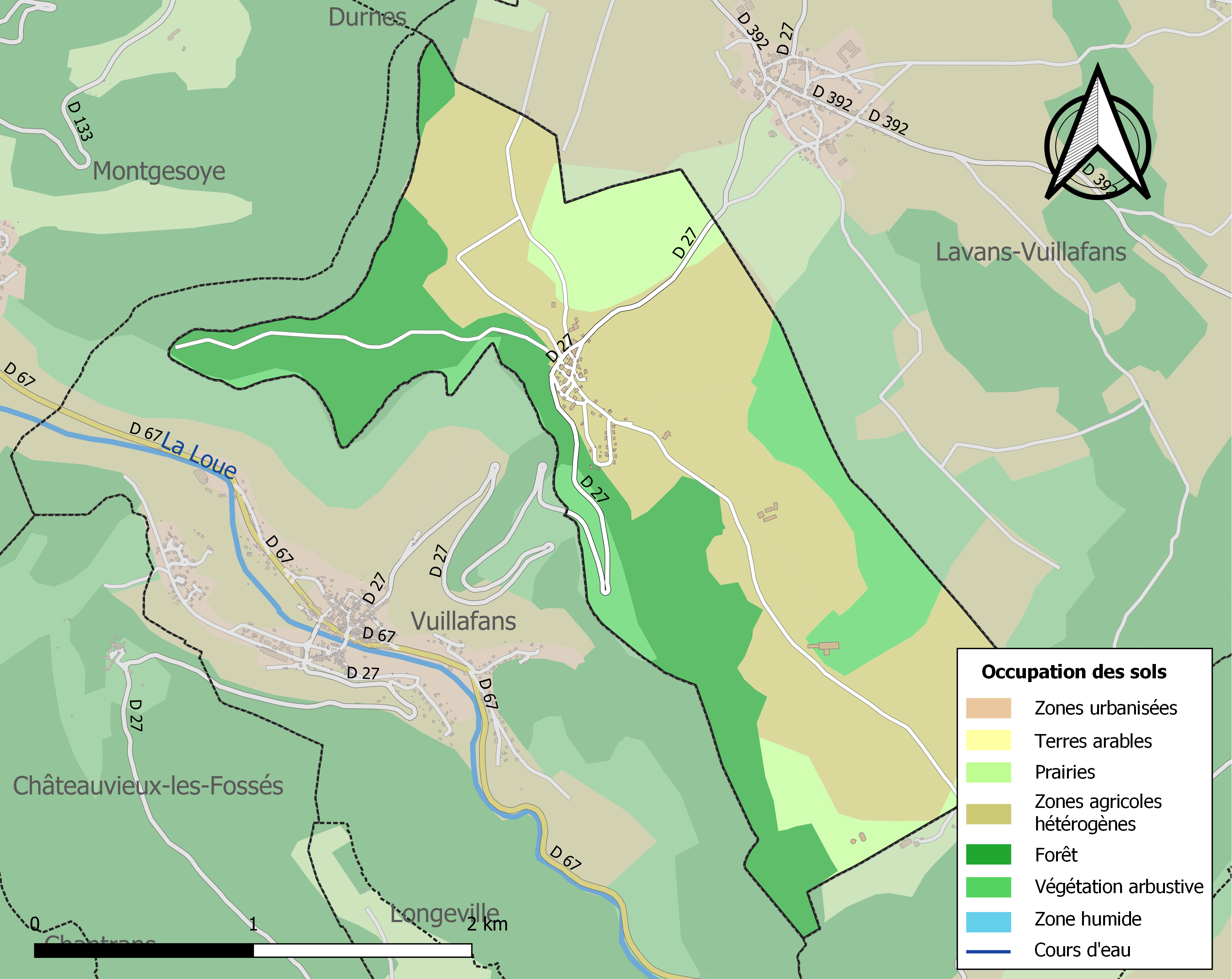
Carte des infrastructures et de l'occupation des sols de la commune en 2018 (CLC).

## Histoire
L’historien André Bouvard a étudié le mouvement de désertion des peuplements castraux du Doubs entre 1450 et 1550 : il mentionne le cas du bourg castral de Châtelneuf-de-Vuillafans qui a donné naissance au village « Eschevannes », mentionné pour la première fois en 1519 pour sa contribution à la maladrerie de Ornans : « Bâti sur un vaste éperon de la rive droite de la Loue supérieure, Châtelneuf-de-Vuillafans, surplombe le village de Vuillafans et fait face à Châteauvieux-les-Fossés sur le versant opposé. La dénivelée impressionnante confère à l’ensemble castral une allure de nid d’aigle qui n’est pas sans rappeler le site voisin d’Ornans-le-Château. Le site était composé d’un château mentionné pour la première fois en 1259 et d’un bourg avec chapelle, dont les franchises sont confirmées en 1338. Selon un dénombrement daté de 1450, le bourg comptait alors 27 maisons, deux places vides ou cheseaux et trois jardins. Les familles bourgeoises, au nombre de vingt, possédaient en outre des granges, au lieu-dit « es chevannes », à environ 1 km au nord sur le plateau. Un texte du début du XVIIe siècle nous apprend la désertion du site « dez plus de cent ans en çai, ayant esté ruyné par les guerres survenues audict comté de Bourgoigne du temps du roy de France Louis unzième ». Après la ruine de Châtelneuf, les bourgeois, explique un terrier (registre foncier d’une seigneurie) de 1623, sont allés reconstruire leurs maisons sur les communaux du bourg, au lieu-dit « es chevannes » déjà cité, fondant ainsi le village d’Échevannes. Le four banal puis la chapelle y sont transférés. En 1593, la nouvelle agglomération qui compte 17 feux a presque retrouvé le chiffre de population de Châtelneuf avant sa destruction ».
Châtelneuf-de-Vuillafans construit par les seigneurs de Durnes est mentionné pour la première fois en 1259 par Jean de Chalon, comte de Bourgogne, qui le donne à son neveu Amédée III de Montfaucon. En février 1339, Agnès de Durnes définit et fixe les franchises, i.e. les impôts, corvées et redevances à ses sujets de Châtelneuf-de-Vuillafans. On peut y lire « au portier (gardien) du bourg (castral), tous nos hommes taillables de Lavans et de Voires doivent chacun une gerbe de froment, s’ils tirent leur grain de la terre … Et les censiers dudit château habitant audit château, à Lavans, à Voires et autre part doivent payer audit portier le reste de sa solde après ladite gerberie et nous, quand nous y tenons notre résidence, devons donner audit portier, chaque jour, deux miches. Pendant toute la durée des couches de sa femme, le censier est quitte de toutes chevauchées et de toutes les guettes du chasteau, s’il n’a personne en état de le faire dans sa maisonnée ». Échevannes n’est pas mentionné puisqu’il n’existait pas encore.
La présence d’une chapelle dans le bourg castral est confirmée par un constat de 1330 du conseil de Fabrique de la paroisse de Saint-Hyppolite-les-Durnes : « Dame Agnès de Durnay a fondé à perpétuité la rente annuelle de six bichets de froment sur les moulins de Montgesoye pour l’entretien du chapelain de la chapelle, ceci en treize cent quarante six (1346) ».
Lors des guerres de Bourgogne (1477-1493), Louis XI s’empara de la Comté et occupa les « châteaux-rochers » de Vuillafans et Ornans. En 1552, Châtelneuf est encore décrit comme une « forteresse » puis on peut lire dans le dénombrement de 1614 : « le chasteau neuf dudict Vuillafans assis sur ung roc audict Vuillafans est présentement sans habitation, n’y restant plus que les vieilles masures des murailles d’icelluy, auquel chasteau sont encor les vestiges de plusieurs maisons des gentilshommes féodaux de ladicte seigneurie ». En 1618, l’archevêque de Rye et l’abbé de Beauffremont, qui en sont les seigneurs, dispensent les habitants d’y venir faire garde « jusqu’à ce que ce chasteau soit rendu fort et tenable ». Tombant de vétusté, il fut probablement achevé par les Suédois de Rosen en 1639 lors de la guerre de Dix Ans (1635-1645). Chastelneuf-de-Vuillafans ne resta dès lors plus que le titre de la magnifique seigneurie d’autrefois et ses pierres serviront à construire le couvent des Capucins à Vuillafans (1668-1672).
JM Drezet, L'Écho d'Échevannes, 2010.

## Politique et administration
| Période                                  | Période  | Identité          | Étiquette | Qualité                    |
| ---------------------------------------- | -------- | ----------------- | --------- | -------------------------- |
| avant 1988                               | ?        | Joseph Tardy      |           |                            |
| mars 2001                                | 2008     | Michèle Tardy     |           |                            |
| mars 2008                                | 2014     | Jean-Claude Bloch |           |                            |
| mars 2014                                | mai 2020 | Jean Paul Nicolet | SE        | Retraité Fonction publique |
| mai 2020                                 | En cours | Danielle Pitavy   |           |                            |
| Les données manquantes sont à compléter. |          |                   |           |                            |

## Démographie
L'évolution du nombre d'habitants est connue à travers les recensements de la population effectués dans la commune depuis 1793. Pour les communes de moins de 10 000 habitants, une enquête de recensement portant sur toute la population est réalisée tous les cinq ans, les populations de référence des années intermédiaires étant quant à elles estimées par interpolation ou extrapolation. Pour la commune, le premier recensement exhaustif entrant dans le cadre du nouveau dispositif a été réalisé en 2005.

En 2022, la commune comptait 87 habitants, en évolution de −2,25 % par rapport à 2016 (Doubs : +1,88 %, France hors Mayotte : +2,11 %).
| 1793 | 1800 | 1806 | 1821 | 1831 | 1836 | 1841 | 1846 | 1851 |
| ---- | ---- | ---- | ---- | ---- | ---- | ---- | ---- | ---- |
| 95   | 108  | 138  | 115  | 162  | 135  | 142  | 134  | 135  |

| 1856 | 1861 | 1866 | 1872 | 1876 | 1881 | 1886 | 1891 | 1896 |
| ---- | ---- | ---- | ---- | ---- | ---- | ---- | ---- | ---- |
| 125  | 134  | 124  | 124  | 127  | 114  | 113  | 107  | 86   |

| 1901 | 1906 | 1911 | 1921 | 1926 | 1931 | 1936 | 1946 | 1954 |
| ---- | ---- | ---- | ---- | ---- | ---- | ---- | ---- | ---- |
| 84   | 73   | 67   | 70   | 55   | 55   | 60   | 46   | 46   |

| 1962 | 1968 | 1975 | 1982 | 1990 | 1999 | 2005 | 2006 | 2010 |
| ---- | ---- | ---- | ---- | ---- | ---- | ---- | ---- | ---- |
| 64   | 45   | 49   | 80   | 71   | 64   | 82   | 84   | 84   |

| 2015 | 2020 | 2022 | - | - | - | - | - | - |
| ---- | ---- | ---- | - | - | - | - | - | - |
| 89   | 87   | 87   | - | - | - | - | - | - |

## Événements
Chaque année a lieu la course de côte nationale de Vuillafans-Echevannes comptant pour le championnat de France de la Montagne.

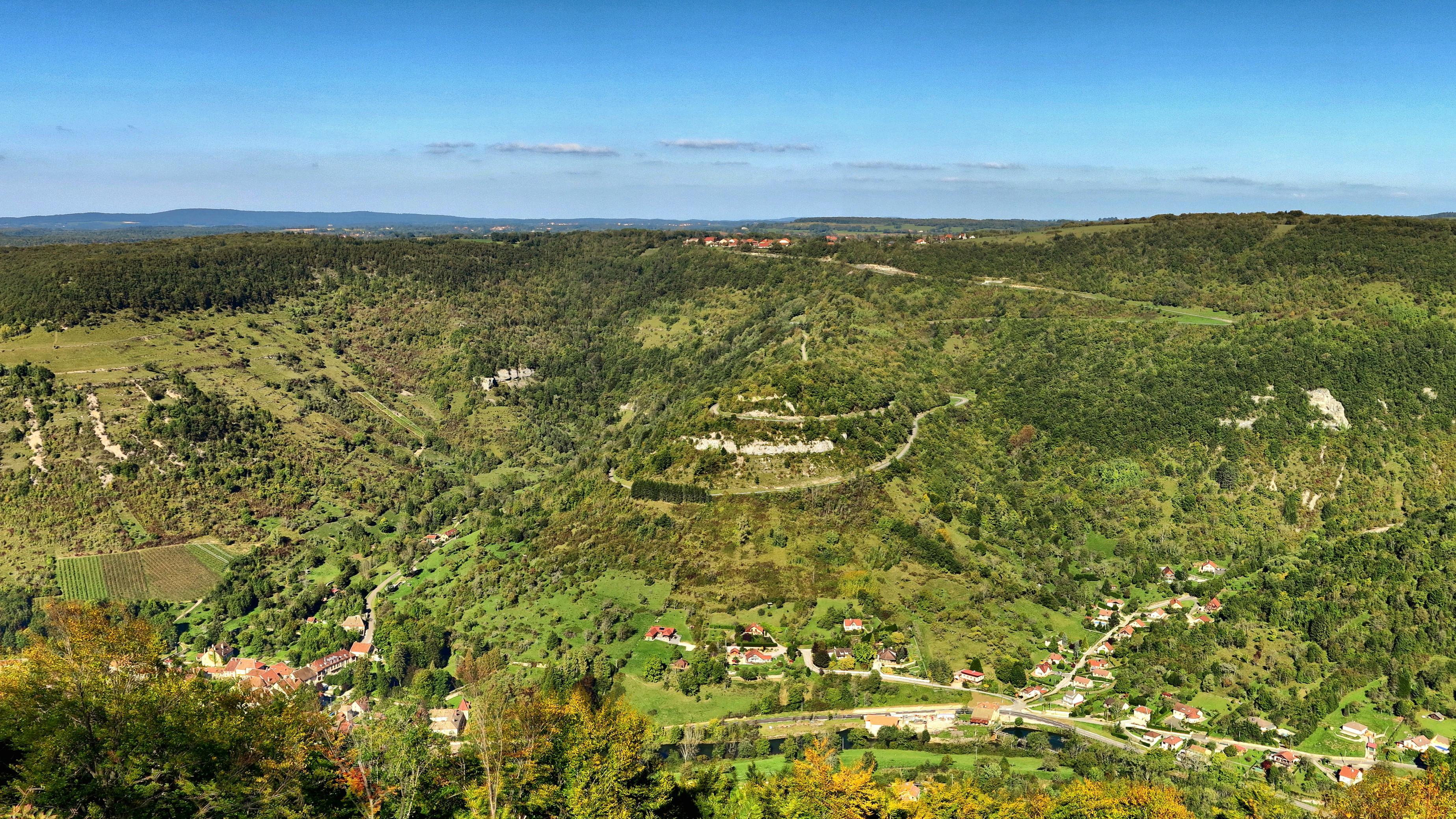
Vue générale de la côte Vuillafans-Echevannes depuis Longeville.

## Lieux et monuments

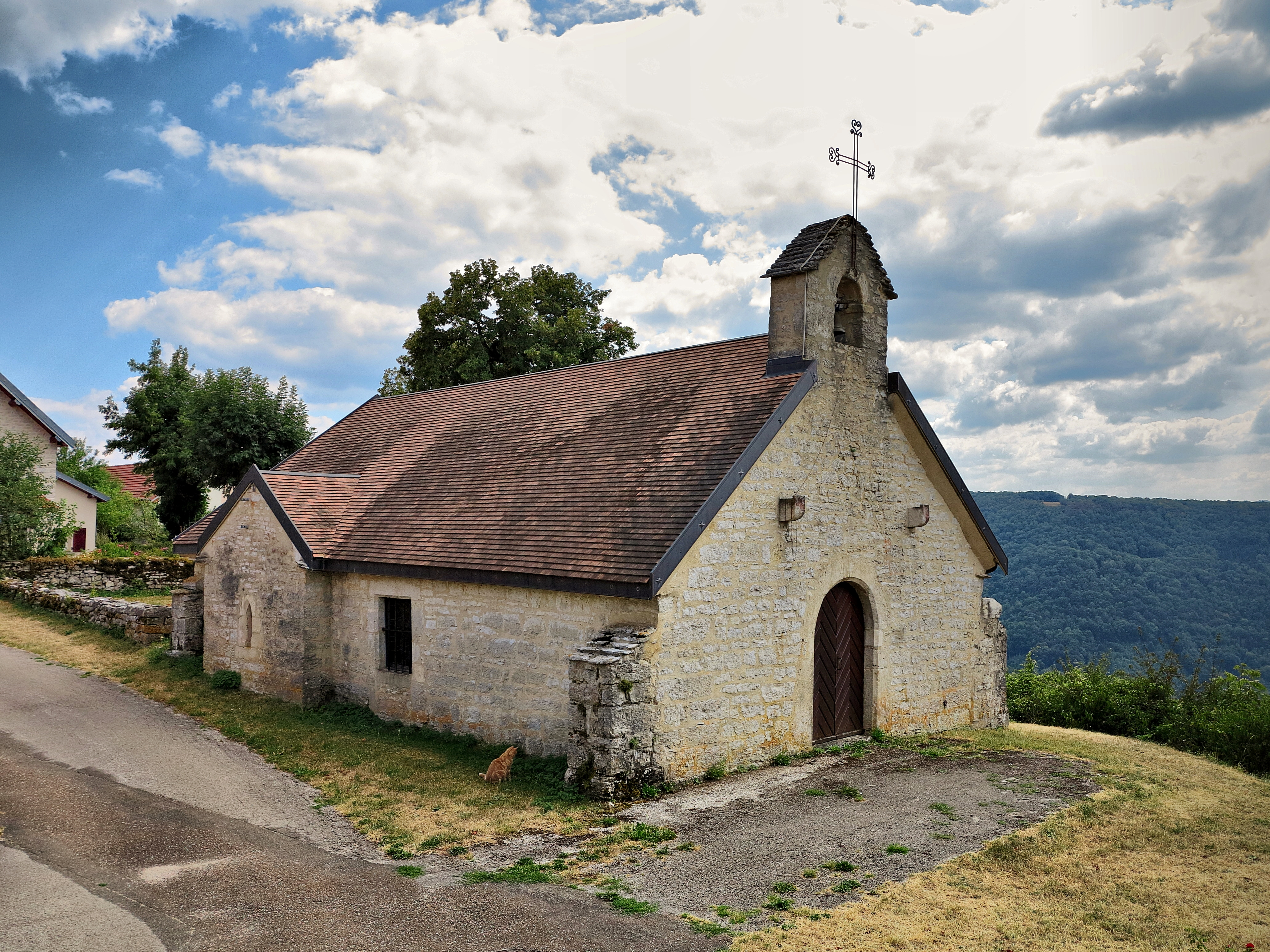
La chapelle du XVe siècle.

- L'église Saint-Hippolyte et monument aux morts ont la particularité d'être "partagés" par plusieurs communes au hameau de la Barèche.
- La chapelle Sainte-Gertrude du XVe siècle au portail flamboyant et au clocher-mur à baie unique, rare dans la région, se situe à l'extrémité du village qui surplombe la vallée de la Loue.

Le village d'Échevannes se trouvait sur le passage du chemin du sel de Salins-les-Bains vers le pont de Roide et la Suisse et doit en partie son existence.
Le sel qui faisait au Moyen Âge la richesse de notre région, le comté de Bourgogne, circulait dans plusieurs directions au départ des salines de Salins-les-Bains souvent en empruntant les anciennes via salaria romaines. Château-Vieux tout comme Château-Neuf et Échevannes se trouvaient sur la voie du sel où l’on portait à dos de mulet le sel de Salins dans la direction de Montbéliard et Bâle. Il était interdit de le faire passer par ailleurs afin d’empêcher la contrebande. Vuillafans fut de bonne heure un dépôt où les villages voisins devaient venir s’approvisionner. Le chemin saulnot en direction de l’Ajoie (région de Porrentruy) et de Bâle via le pont de Roide traversait notre village et délimitait la zone d’aval (réservée à la vente du sel du puits à muire) de la zone d’amont (réservée à la vente du sel de la grande Saulnerie). Ceci est attesté dans un parchemin des archives du Doubs remis à deux forestiers (surveillants du chemin saulnot) vers l’an 1420 :
« Déclaration des limites et chemins par lesquelz le selz (sel) du bourg dessoubz (dessous) de Salins doit avoir cours et conduite doiz (de) la porte dudit bourg appelée porte de Chambenot, tyrant (allant) au pont de Roide, et aussi des lieux où ledit sel est de prinse (de prise i.e. interdit à la vente) par les forestiers de la grande Saulnerie de Salins. Les transgresseurs desdists chemins et limites sont emendables (amendables) à monseigneur le duc (Philippe le Bon, 1419-1467, comte-duc des deux Bourgognes) et à Messeigneurs ses parçonniers en ladite Saulnerie.
Premièrement doiz ladite porte de Chambenot tyrant par le grant chemin à Sezenay (Saizenay) et dessus ledit grant chemin ledit sel est de prinse et audit Sezenay l’on use dudit sel. Item doiz ledit Sezenay tyrant à Nam (Nans sous Sainte Anne) par le grant chemin de Vaulmorant et au-dessus dudit chemin ledit sel est de prinse, et audit Nam l’on use dudit sel.
Item doiz ledit Esternol (Eternoz) tyrant par le grant chemin à Bolandol (Bolandoz), doiz ledit Bolandol tyrant par le grant chemin à Silley, et doiz ledit Silley tyrant par le grant chemin devers le mont de Raffenol (Raffenot) à Vuillafans. Et au-dessus desdits grants chemins du costel de la montaigne ledit sel est de prinse et esdits Bolandol, Silley, et Vuillafans l’on use dudit sel.
Item doiz ledit Vuillafans en tyrant par la chapelle dudit lieu en la laissant à la main droite, tyrant contremont par le grant chemin es chevannes dessus le chastel neuf de Vuillafans, en laissant toutes lesdites chevannes à la main droite, tyrant par devant l’église de Saint-Ypolite (La Barèche) par le grant chemin à Falerans (Fallerans). Et au-dessus dudit grant chemin du costel de la montaigne ledit sel est de prinse … »
Le sel du Puits à muire destiné à la Suisse alémanique acheminé par Porrentruy passait obligatoirement sur le pont de Roide, où il était contrôlé. Pendant sa période de prospérité, les transports de sel vers les « alemaignes » s’élevaient à environ 50 charges par semaine. Le commerce du sel de Salins s’est éteint progressivement au cours du XVIIe siècle, remplacé par le sel venant des mines de sel d’Alsace et des salines de Bex en terre vaudoise.
JM Drezet, L'Écho d'Échevannes, 2011.
- L'oratoire Saint-François-Xavier a été érigé en 1874 sur un amoncellement de pierres de tuf. De plan carré avec une statue en fonte représentant saint François-Xavier, il est surmonté d’un campanile sommé d’une croix et abritant une cloche
- Le monument aux morts d'Échevannes se situe au lieu-dit la Barèche, sur la commune de Durnes. Il est commun avec les communes de Durnes, Lavans-Vuillafans et Voires.

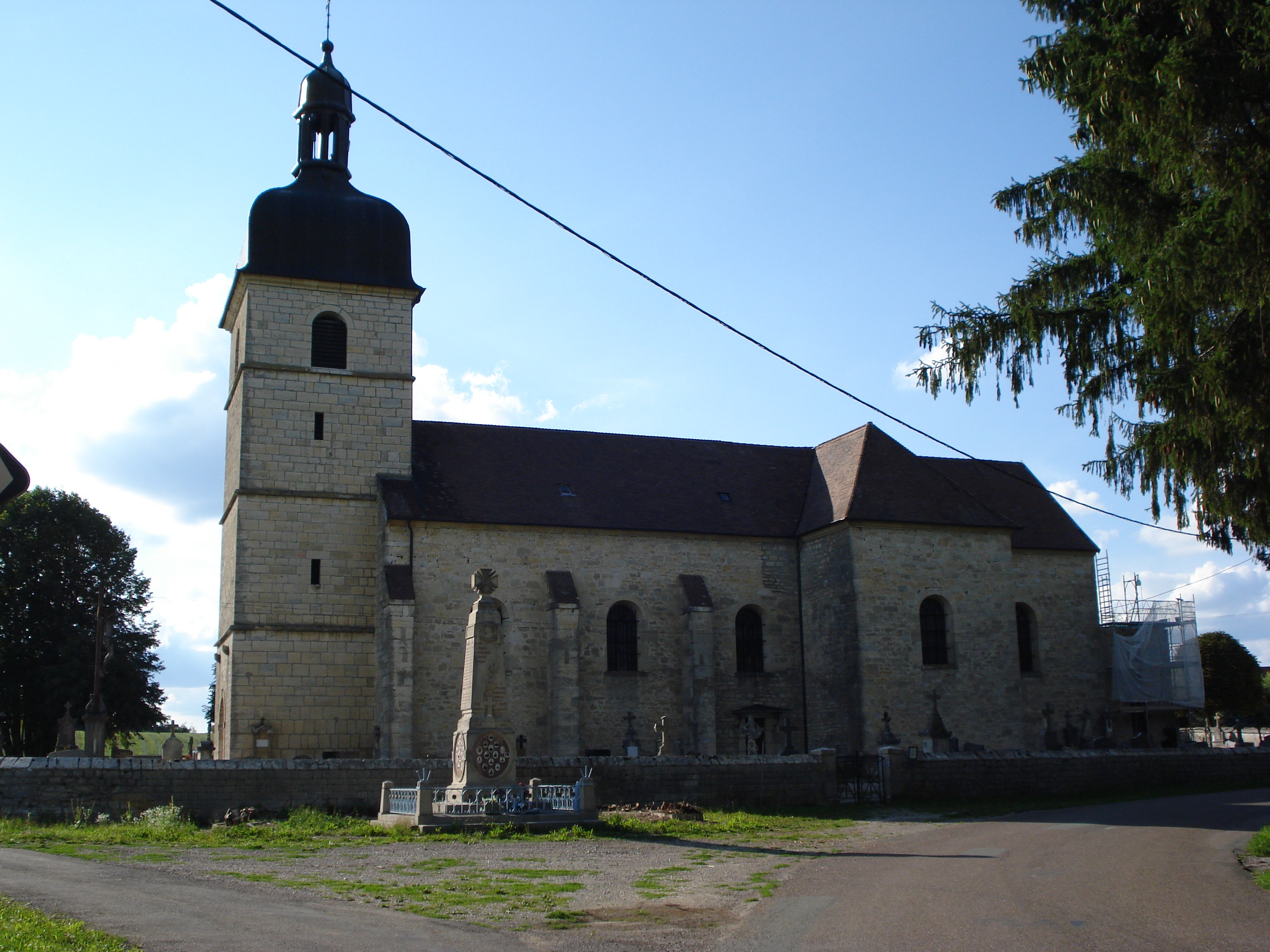
Le monument aux morts de La Barèche devant l'église Saint-Hippolyte.
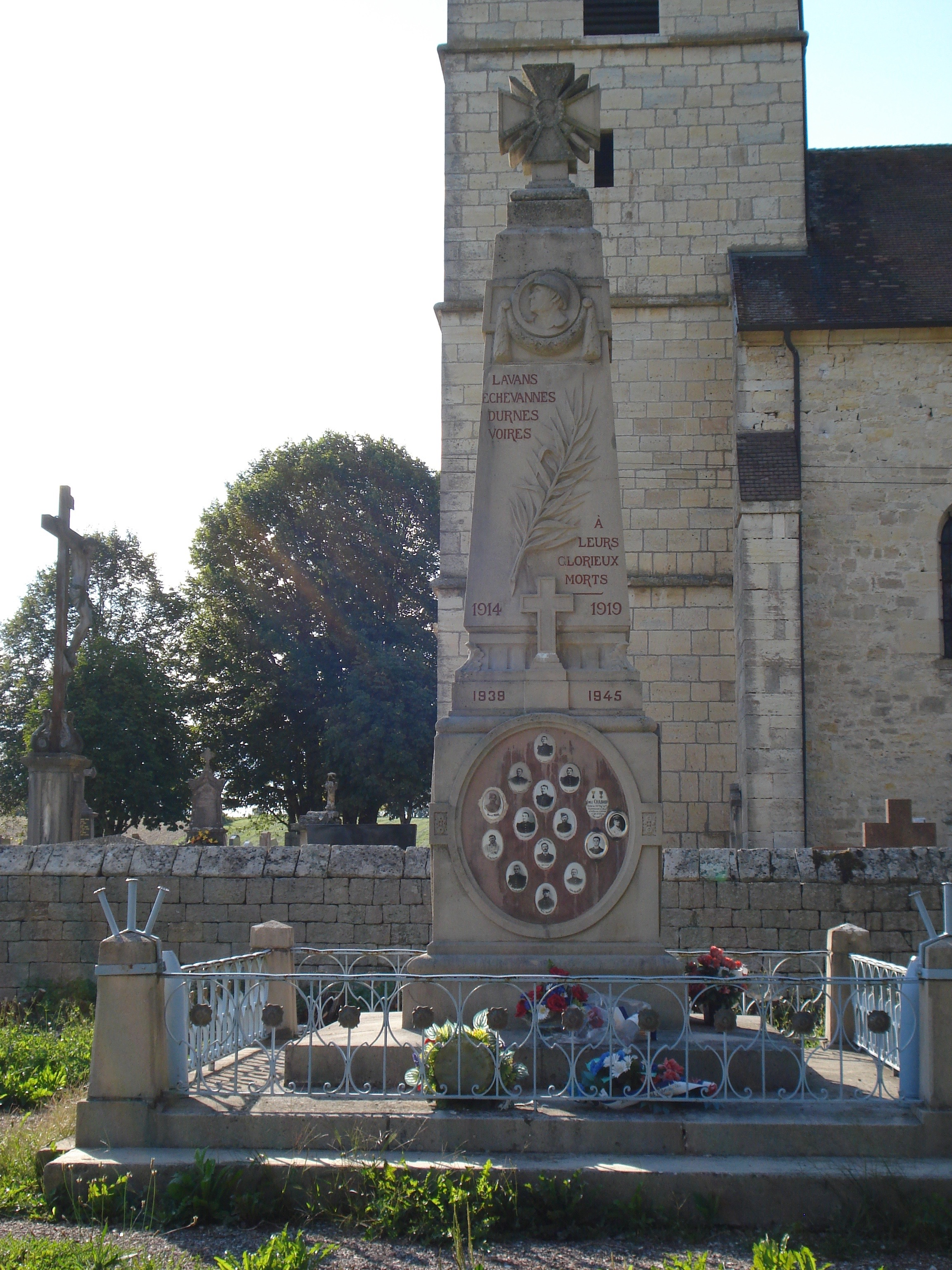
Monument aux morts de la Barèche. Église Saint-Hippolyte en arrière-plan.
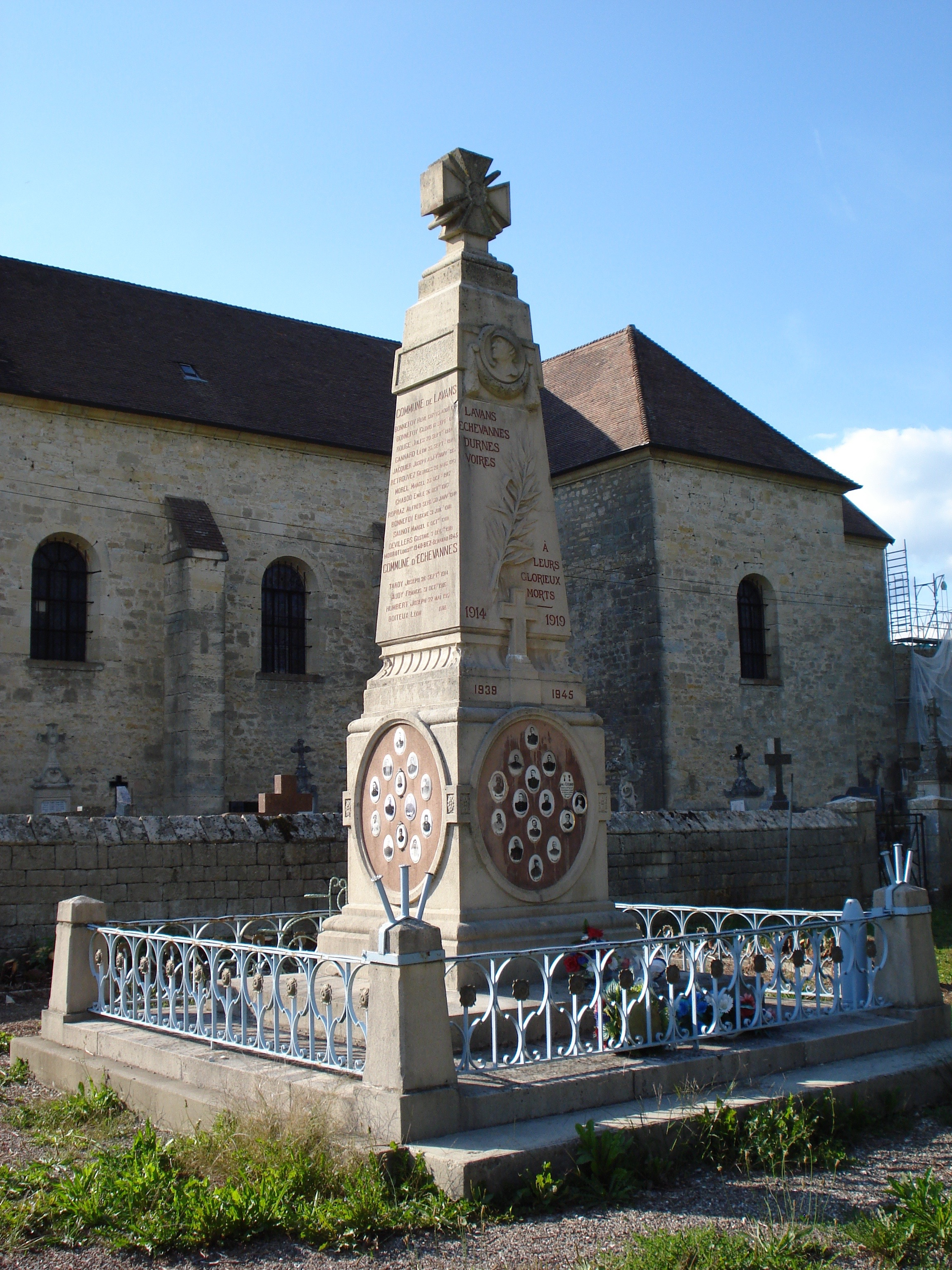
Monument aux morts de La Barèche. Église Saint-Hippolyte en arrière-plan.
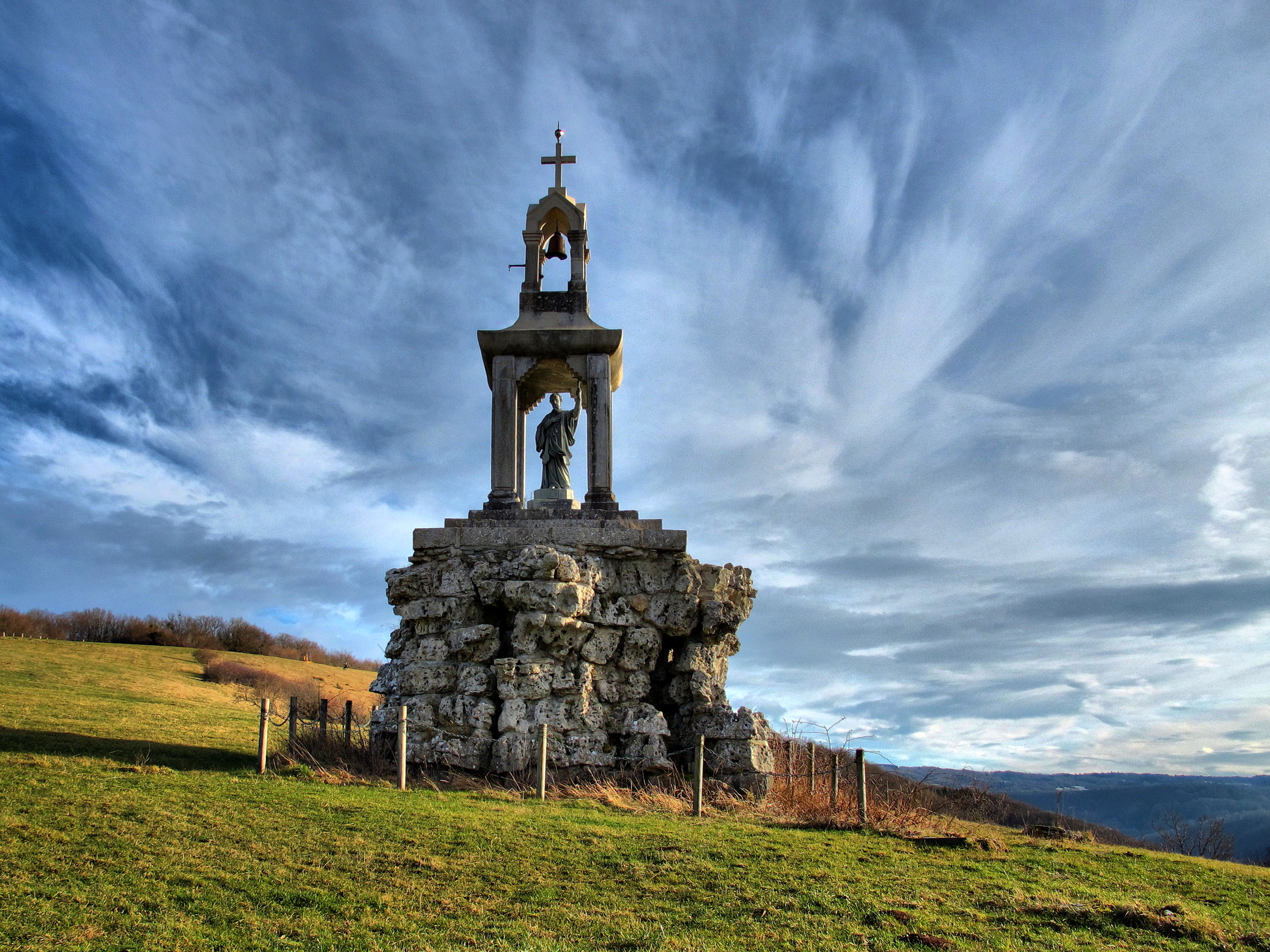
L'oratoire Saint-François-Xavier.